# Carmarthen (stacja kolejowa)
Carmarthen (ang: Carmarthen railway station) – stacja kolejowa w miejscowości Carmarthen, w hrabstwie Carmarthenshire, w Walii. 
Znajduje się na West Wales Line i jest zarządzana przez Arriva Trains Wales, które obsługują większość pociągów pasażerskich. First Great Western obsługuje również ograniczone połączenia do London Paddington (zwykle jeden pociąg w jedną stronę dziennie, dodatkowe usługi w niedziele).

## Połączenia
Na wschodzie, Arriva Trains Wales świadczy usługi do Swansea, Cardiff Central, Manchester Piccadilly i Holyhead. First Great Western obecnie obsługują jedno połączenie dziennie do i z London Paddington. Większość lokalnych pociągów na zachodzie Carmarthen są planowane, aby połączyć się z usługą do London Paddington w obu kierunkach, do Swansea lub Cardiff Central.
Na zachodzie, Arriva Trains Wales świadczenia usług do Pembroke Dock, Milford Haven i Fishguard Harbour. Carmarthen jest wschodnim końcem dla kilku z tych usług.
British Transport Police ma swój posterunek w Carmarthen.

## Linie kolejowe
- West Wales Lines